# Church Preen
Church Preen est une paroisse civile du Shropshire, en Angleterre.